# وجره‌پانی
وجره‌پانی (انگلیسی: Vajrapani)(به معنی «دارنده آذرخش» یا گُرز-بان) یکی از مهم‌ترین بوداسف‌ها (بیداری‌یافتگان) در آیین بودایی، به ویژه در سنت مهایانه و وجره‌یانه است. او نماد قدرت بودا و محافظ اوست.
وجره‌پانی اغلب با ظاهری خشمگین و قدرتمند به تصویر کشیده می‌شود. او معمولاً با پوست آبی تیره، موهای برافراشته و چهره‌ای خشمگین نشان داده می‌شود. او یک وجره (نوعی گرز یا آذرخش) در دست راست خود دارد که نماد قدرت شکست‌ناپذیر او در برابر جهل و نیروهای شیطانی است.
در سنت مهایانه، وجره‌پانی یکی از سه بوداسف (بودیساتوای) محافظ بودا است که هر کدام نماد یکی از فضایل بودا هستند: منجوشری نماد خرد، اولوکیتشوره نماد شفقت و وجره‌پانی نماد قدرت.
در سنت وجره‌یانه، وجره‌پانی به عنوان تجسم قدرت همه بوداها و به عنوان خدایی خشمگین برای غلبه بر موانع در مسیر روشنایی پرستش می‌شود. او همچنین با راز و دانش پنهان مرتبط است و به عنوان «خدای اسرار» شناخته می‌شود.
تصاویر و مجسمه‌های وجره‌پانی در بسیاری از معابد بودایی در سراسر آسیا، از جمله هند، تبت، چین و ژاپن یافت می‌شود. او اغلب در ورودی معابد یا در کنار بودا قرار می‌گیرد تا از مکان مقدس و پیروان بودا محافظت کند. در تبت، او برای مبارزه با شیاطین و محافظت از آموزه‌های عرفانی بودیسم، اشکال خشمگینی به خود می‌گیرد و در ژاپن، از دروازه‌های معابد محافظت می‌کند.

## مشخصات
وجره‌پانی به عنوان محافظ ناگه‌ها (موجودات نیمه انسان و نیمه مار) شناخته می‌شود و گاهی اوقات برای فریب دادن دشمن سنتی آنها، گارودا که شبیه شاهین است، به شکل پرنده درمی‌آید.
به دلیل ارتباط او با ناگه‌های کنترل‌کننده باران و ایندرا، خدای باران هندو، در زمان خشکسالی از او درخواست کمک می‌شود.
مانند ایندرا، او نیز صاعقه را در دست دارد و به رنگ آبی تیره یا سفید تصویر می‌شود. مجسمه‌های او اغلب در کنار بودای آمیتایوس (یا منجوشری، بوداسف خرد) و پَدمه‌پانی، بودداسف مهربانی که نیلوفر آبی را در دست دارد، یافت می‌شوند.
وجره‌پانی، که به خانواده وجرهٔ بودای اکشوبهیه تعلق دارد، در بودیسم وجره‌یانه به عنوان «ارباب اسرار» شناخته می‌شود. این لقب به معنای اسرار بیرونی نیست، بلکه بیشتر به درون‌نگری و شناخت طبیعت واقعی واقعیت از طریق روش‌های تنترایی اشاره دارد. قدرت وجره‌پانی نماد نیروی درونی است که با اراده و توانایی خود، موانع حکمت و شفقت را از بین می‌بریم. وجره‌پانی الهام‌بخش ما برای تمرین روزانه مراقبه و کمک به دیگران است، و با قدرت درونی به مسیر معنوی هدایت می‌کند.
وجره‌پانی در متون پالی، مهایانه و وجره‌یانه به‌عنوان محافظ آموزه‌های بودا ظاهر می‌شود. در متون اولیه، او به شکل یک یَکشَه (موجودات نیمه‌الهی) به‌عنوان نگهبان بودا شاکیه‌مونی نقش دارد و گاه به‌عنوان تجلی شاکرا نیز دیده می‌شود. در مهایانه، او از سه بوداسف بزرگ محسوب می‌شود و با قدرت و حمایت خود، آموزه‌های تنترایی را از بودا دریافت و حفظ می‌کند. در تنتره به «ارباب اسرار» معروف است و نماینده قدرت روشن‌ضمیرانه تمام بوداهاست.